# Bottenbroich

Bottenbroich mit Pfarrkirche, 1930

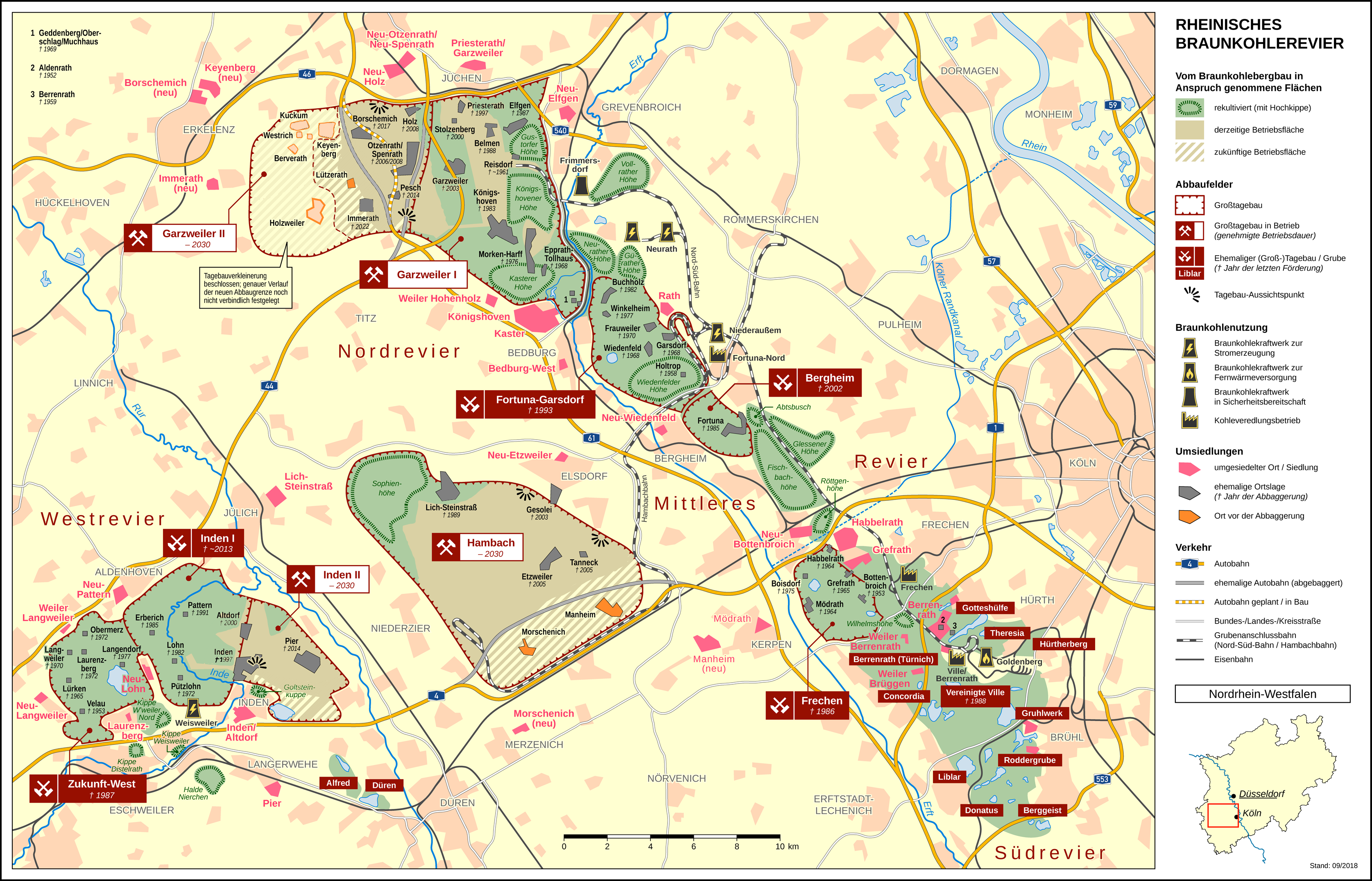
Lage des ehemaligen Ortes Bottenbroich im Rheinischen Braunkohlerevier

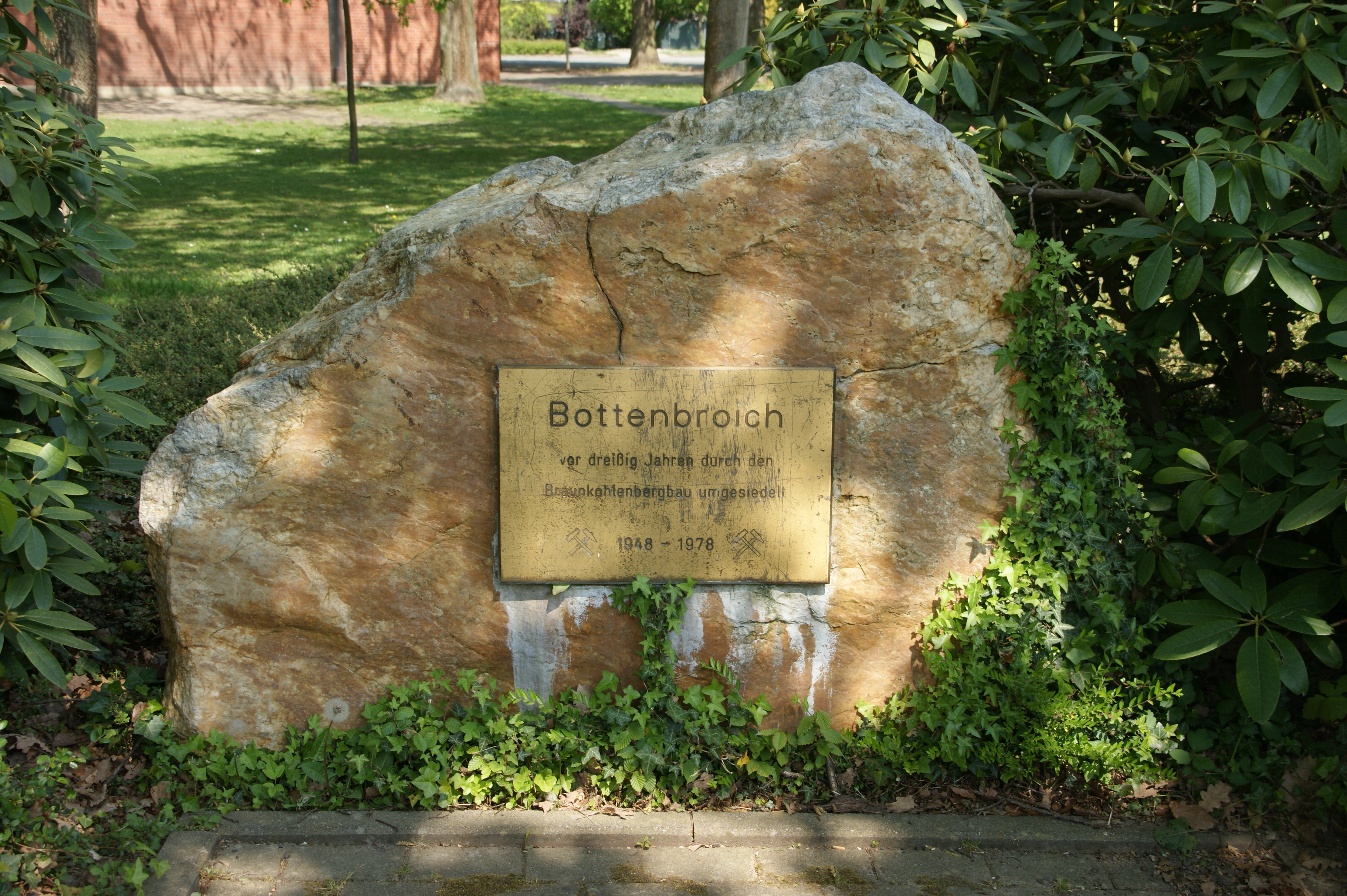
Gedenkstein Alt-Bottenbroich in Neu-Bottenbroich

Bottenbroich (manchmal Alt-Bottenbroich genannt) ist ein ehemaliger Stadtteil von Türnich, der ab 1949 nach Neu-Bottenbroich umgesiedelt wurde, um dem Braunkohletagebau Frechen Platz zu machen. Anschließend wurde der Ort zusammen mit dem Kloster Bottenbroich abgebaggert.
Der Ort lag östlich des heutigen Marienfeldes am Westrand des Grubenfeldes Sibylla, eingekeilt zwischen den Bereichen Sibylla Nord und Süd. Als Mitte des 20. Jahrhunderts das Feld Sibylla mit verschiedenen anderen Feldern zum Zentraltagebau Frechen zusammengefasst werden sollte, stand der Ort der Erweiterung im Weg. Er wurde deshalb 1949 mit damals 925 Einwohnern als erster Ort zur Erschließung des Tagebaus nach Neu-Bottenbroich umgesiedelt. Die Umsiedelung war bereits seit den 1930er-Jahren geplant gewesen, wurde jedoch wegen des Zweiten Weltkrieges zurückgestellt.
Kirchenrechtliche Nachfolgerin der Pfarre Bottenbroich wurde die Pfarre St. Mariä Himmelfahrt in Frechen-Grefrath. Das Gnadenbild der Pietà und sämtliche Kultgegenstände wurden dorthin übernommen.

Schule in Bottenbroich, 1930
Häuser von Bottenbroich nach einem Bombenangriff 1941